# Atle Selberg
Atle Selberg (14. června 1917 Langesund, Norsko – 6. srpna 2007 Princeton, New Jersey) byl norský matematik známý především svými pracemi z analytické teorie čísel, a teorie automorfních forem.

## Život a práce
Již od mládí ho fascinovaly práce indického matematika Šrínivásy Rámanudžana. Vystudoval matematiku na univerzitě v Oslu, kde v roce 1943 získal doktorát.
Během druhé světové války pracoval v osamocení kvůli německé vojenské okupaci Norska. Po válce se jeho práce staly známými, včetně důkazu tvrzení, že nenulový podíl netriviálních nul Riemannovy zeta-funkce leží na kritické přímce Re(s)=1/2, což byla první verze později vylepšené tzv. věty o kritické přímce. V roce 1948 Selberg podal elementární důkaz věty o prvočíslech.
Za své úspěchy Selberg obdržel v roce 1950 Fieldsovu medaili.
Selberg se přestěhoval do Spojených států a v roce 1950 se stal členem Institute for Advanced Study v Princetonu, kde zůstal až do důchodu. Jeho nejslavnějším výsledkem je objevení duality mezi délkovým spektrem kompaktní Riemannovy plochy a vlastní hodnotou laplaciánu, což je analogií k dualitě vztahu mezi prvočísly a nulami Riemannovy zeta-funkce. V roce 1986 byl oceněný Wolfovou cenou.

## Zajímavost
První výsledek objevil Selberg už ve svých čtrnácti letech. Jednalo se o vztah
{\displaystyle \sum _{n=1}^{\infty }n^{-n}=\int _{0}^{1}x^{-x}dx}